# John Dingell
John David Dingell, Jr., né le 8 juillet 1926 à Colorado Springs dans le Colorado et mort le 7 février 2019 à Dearborn (Michigan) est un homme politique américain démocrate. 
Député représentant le Michigan à la Chambre des représentants des États-Unis du 13 décembre 1955 au 3 janvier 2015, il détient le record de longévité à la Chambre et le record de longévité au congrès fédéral américain.

## Biographie
Membre du Parti démocrate, Dingell détient le record du plus long mandat comme député au Congrès de toute l’histoire des États-Unis, représentant le Michigan pendant plus de 59 ans, en dernier ressort comme élu de la 12e circonscription de l'État du Michigan. Membre de longue date du comité de la Chambre sur l’énergie et le commerce, Dingell en a été le président de 1981 à 1995 et de 2007 à 2009.
Dingell a commencé sa carrière au Congrès en succédant à son père, John Dingell Sr., en tant que représentant du 16e district du Michigan, le 13 décembre 1955 ; son père occupait alors le siège depuis 22 ans. Il a quitté ses fonctions le 3 janvier 2015, plus de 59 ans après sa première entrée en fonction. Dingell était l'un des deux derniers vétérans de la Seconde Guerre mondiale à avoir siégé au Congrès, l'autre était le représentant du Texas, Ralph Hall, qui avait également quitté le Congrès en 2015.
Le 24 février 2014, Dingell avait annoncé qu'il ne solliciterait pas un 31e mandat au Congrès. Son épouse, Debbie Dingell, s'est présentée pour succéder à son mari et a battu le républicain Terry Bowman aux élections générales du 4 novembre 2014. Il était le dernier membre du Congrès à avoir servi dans les années 1950 et sous les présidences de Dwight D. Eisenhower et John F. Kennedy. Le président Barack Obama lui a décerné la médaille présidentielle de la Liberté en 2014.

## Source
- (en) Cet article est partiellement ou en totalité issu de l’article de Wikipédia en anglais intitulé « John Dingell » (voir la liste des auteurs).